# Sept Jours dans la vie d’un oiseau
Sept Jours dans la vie d'un oiseau est un téléfilm français réalisé par Emir Kusturica, sorti en 1996. 
Il est commissionné et diffusé sur la chaîne France 2 dans Envoyé Spécial du Jeudi 13 juin à 21 heures. Ce film raconte l'histoire vraie de Slobodan Breneselović.

## Synopsis
Un paysan dans les environs de Belgrade doit passer par les propriétés de ses voisins pour accéder chez lui. Ses voisins, paysans aussi, le menacent de lui fracasser la tête s'il le trouvent sur leurs terres. Il est alors bloqué à l'extérieur, cherchant le moyen de rentrer chez lui sans toucher à leurs terres.

## Fiche technique
- Réalisateur : Emir Kusturica
- Script : Emir Kusturica
- Durée : 30 minutes
- Musique : Slobodan Salijević Orchestra (extraite de Underground)